# Serramitja (Moià)
Serramitja és un edifici del municipi de Moià (Moianès), situat a l'extrem sud-est del terme de Moià, a 700 metres d'altitud. És al sud-est del lloc on hi hagué la masia de Sabruneta, a l'extrem sud-oest de la Serra de Santa Magdalena, sota mateix del turó on hi ha la capella de Santa Magdalena. També queda al nord-est del Serrat de Baiones i al nord-oest de les masies de La Datzira, els Sors i el Xei, pertanyents al terme municipal de Castellcir, a la Vall de Marfà. Forma part de l'Inventari del Patrimoni Arquitectònic de Catalunya.

## Descripció
Fou una casa inicialment construïda sobre la roca i amb diversos afegits posteriors. La seva estructura actual és complexa; hom creu que originàriament fou un cos rectangular amb el carener paral·lel a la façana. En aquest cos hi ha l'entrada amb arc de mig punt i adovellat d'estructura renaixentista. Totes les finestres també són adovellades. En aquest cos originari s'hi ha anat afegint altres cossos, donant-li un aspecte molt irregular. L'estructura actual té dos pisos. L'angle que fa la façana i el mur de llevant té un pou semicircular. Els murs més redents, destinats a coberts i estables són construïts amb maó.

## Història
Es tracta d'un mas de dimensions mitjanes, molt reformat al llarg dels anys, i del que es disposen poques notícies històriques. Avui el mas s'ha dividit en dues habitacions diferenciades però comunicables per l'interior. A la part antiga s'hi accedeix pel portal tradicional, mentre que a la nova, situada als darreres, s'hi accedeix per una construcció feta a la segona meitat del segle xx.